# 妙清の乱
妙清の乱（みょうせいのらん）は、高麗で1135年から1136年にかけて勃発した反乱。

## 西京遷都運動
仁宗のとき、副都・西京（平壌）では僧の妙清が「陰陽地理説」に基づいた教えを説いて、王都・開京の門閥貴族に支配されている当地の貴族層などから支持を集めた。妙清の支持者たちは、儒教を信奉する開京の官僚たちが中国（宋）に対して事大することを批判し、高麗は中国のものではない独自の皇帝と年号を持たねばならないこと、風水が衰え反乱が続く開京から風水の良い西京に遷都すれば高麗の勢いは必ず回復し、周囲の国々がみな自ずから高麗に従うようになることを主張した。妙清は、かつて高句麗に服属していた女真族が金を建てて高麗に対して兄のようにふるまっていることを批判し、西京遷都とともに勢力を回復して金を討伐し、高句麗の旧領を回復することを主張した。
風水説が広まっていた高麗において妙清の主張は支持者を集め、金国征伐・西京遷都運動が無視できない勢いを持つようになった。李資謙の乱（1126年）によって王宮が焼失するなど、王都の開京が荒廃すると、1127年、妙清は開京の宮廷に赴いて仁宗に接近し、西京近くの「大花勢」の（風水の勢いが強い）場所に新宮殿を築けば高麗は周辺諸国を支配できるようになると主張した。当時の宮廷では西京出身の国粋主義的な国学派貴族と開京に本拠を置く保守的な漢学派貴族が対立していたが、仁宗は開京貴族に対して、李資謙の乱を防げず王権を防ぐ力が衰えた集団であると考えるようになり、次第に新進の西京貴族のほうへと心が傾いた。中国では1126年に靖康の変で宋が金に敗れ華北を失い、高麗は1128年に金に入貢するに至る。仁宗は自ら西京に赴き、妙清が大花勢の地だと勧める場所（平安南道大同郡斧山面南宮里）を見て、1128年11月に新宮殿建設を命じた。厳しい冬季の建設作業を経て、「大花宮」が1129年春に完成し、竣工の式典後も仁宗はしばらくこの宮殿にとどまった。しかし重臣らの反対により、仁宗は西京への遷都・皇帝への即位・独自年号の制定などには応じなかった。やがて宮殿建設に酷使された西京の民心が妙清らから離れて世情が不安定になり、1130年には西京の寺院に大火災が発生した。開京派の貴族らは、西京に遷都すれば災難も消えるという話は嘘だったではないかと騒ぎ始めた。
1132年、仁宗は妙青らを開京に招き王宮の再建現場を見させたが、妙清はこの場所は風水が悪いと訴え、説得された仁宗は開京での王宮再建を中止し、西京遷都に傾くようになる。仁宗は西京への行幸を行ったが、途中で突風や大雨に襲われる災難に見舞われ、妙清の説への説得力が危うくなった。
以後、宮廷では遷都を進める妙清らの「西京派」と遷都に反対する儒臣らの「開京派」の激しい争いが続いた。しかし儒臣の金富軾ら「開京派」は遷都反対の上奏を行い、仁宗はついに考えを変え、遷都は沙汰止みとなる。

## 反乱
妙清らは1134年末に仁宗に西京への行幸を決断させようとしたが、仁宗は動かなかった。1135年1月、妙清らは西京で国号を「大為」、年号を「天開」として、風水思想による国家運営を掲げて、開京貴族らを討つべく反旗を翻した。仁宗は開京にいた西京派貴族を処刑し、金富軾を正規軍として討伐に派遣、西北地方を進撃する鎮圧軍に対して多数の城が次々と味方に転じ、西京は孤立した。西京に対する包囲戦は長期間にわたったが、兵糧攻めで西京は絶望的な状況に陥った。翌1136年2月に鎮圧軍は西京に突入し、妙清は殺害され、反乱は鎮圧された。

## 乱の影響
この乱により副都・西京の貴族勢力は衰退した。副都からの牽制を受けなくなった王都の貴族勢力はもはや止めるものがなく、乱を鎮圧した文臣（文班）が武臣（武班）に対してますます優越するようになった。不満を募らせた武臣は最終的に1170年にクーデターを起こして文臣を虐殺し（庚寅の乱）、以後高麗は武臣政権の時代になる。